# Zuikeii-in
 (août 2017).
Si vous disposez d'ouvrages ou d'articles de référence ou si vous connaissez des sites web de qualité traitant du thème abordé ici, merci de compléter l'article en donnant les références utiles à sa vérifiabilité et en les liant à la section « Notes et références ».
Zuikeii-in (瑞渓院, ?-1590), est une figure importante de l'époque Sengoku au Japon. Elle est la fille du daimyō Imagawa Ujichika et l'épouse du daimyō Ujiyasu Hojo. Elle fut très aimée par son mari et, après la mort de ce dernier, elle soutient son fils Ujimasa. Il est probable qu'elle se soit suicidée pendant le siège d'Odawara en 1590 en compagnie de sa belle-fille Hoshoin. Son vrai nom est inconnu, Zuikeii-in est son nom bouddhiste.

## Famille
- Père : Ujichika Imagawa, daimyo de la province de Suruga
- Mère : Jukei-in

- Frères :
  - Ujiteru Imagawa
  - Yoshimoto Imagawa
  - Ujitoyo Imagawa
  - Genko Etan

- Époux :
  - Hojo Ujiyasu, daimyo de la province de Sagami au Kanto.

- Enfants :
  - Shinkuru Hojo, mort jeune.
  - Ujimasa Hojo
  - Ujiteru Hojo
  - Ujikuni Hojo
  - Ujinori Hojo
  - Kagetora Uesugi (possibilité)
  - Dame Hayakawa (très probable)